# Den indre forurening tre gange daglig
Den indre forurening tre gange daglig er en dansk dokumentarfilm fra 1973, der er instrueret af Svend Aage Lorentz efter manuskript af Viggo Clausen.

## Handling
Forbruget af lægemidler stiger og stiger. Udbuddet af præparater ligeledes. Medicinalindustrien ofrer store summer på forskning - men endnu større summer på reklamekampagner. Ved at anvende et autentisk reklamemateriale i en reklamefilm-parafrase dokumenterer filmen medicinalindustriens uansvarlige forsøg på at sætte forbruget yderligere i vejret.